# Meister Hartmann

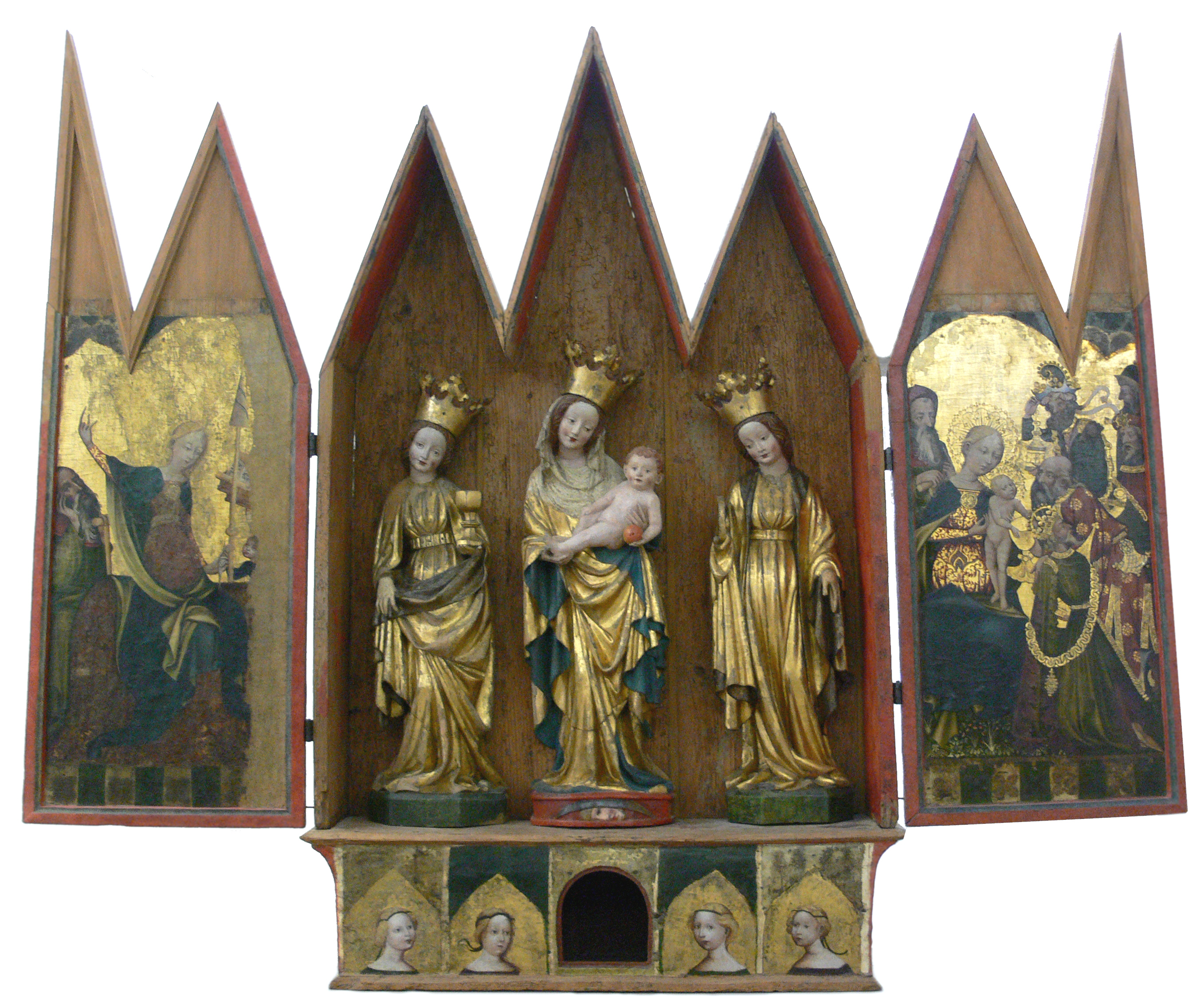
Flügelaltar aus Dornstadt mit Meister Hartmann zugeschriebenen Figuren, datiert 1417 (Landesmuseum Württemberg, Stuttgart)

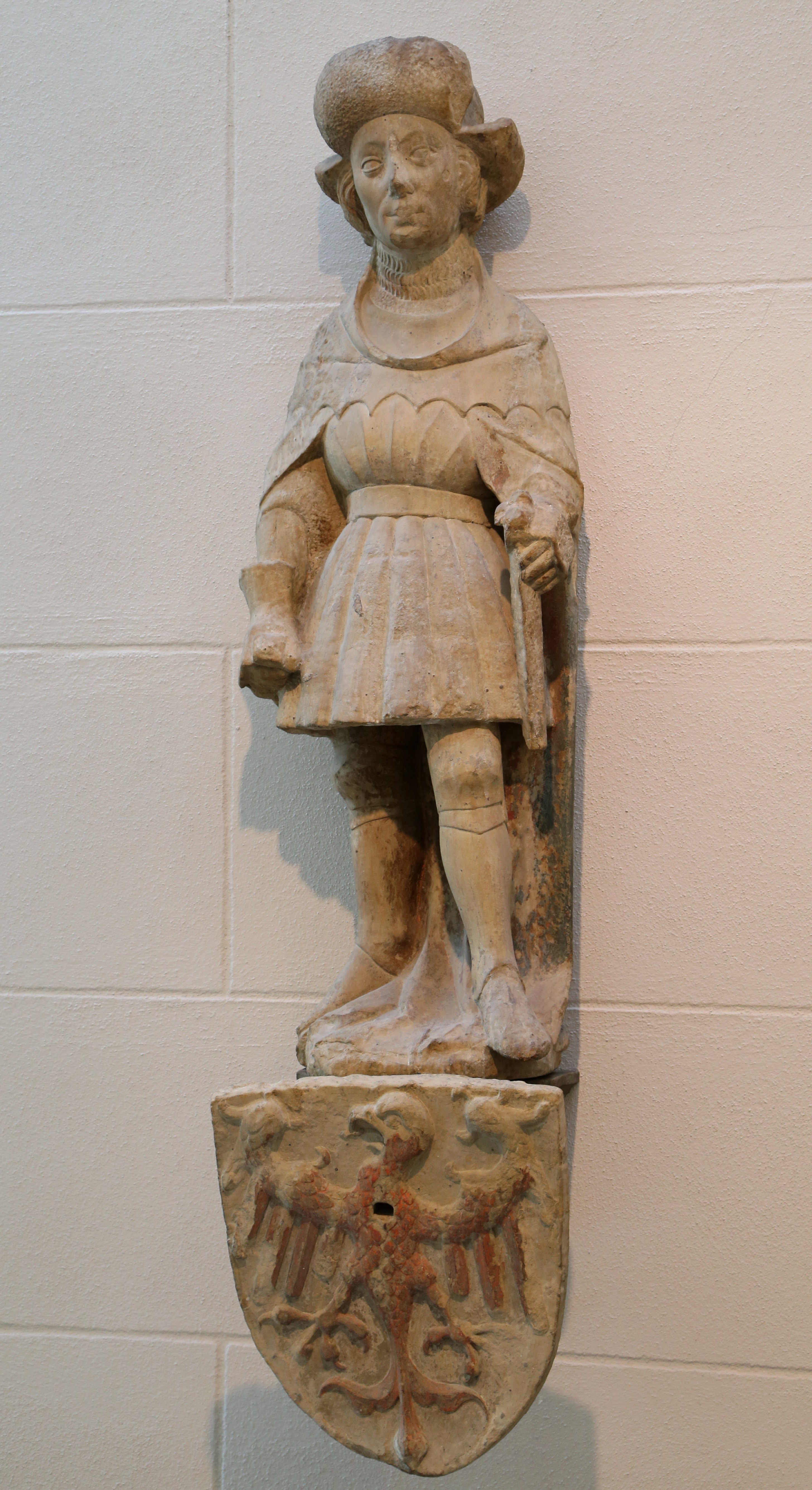
Der Markgraf von Brandenburg, Ulm, um 1420–25 Sandstein, geringe Fassungsreste; Ulmer Museum

Meister Hartmann war ein deutscher Bildschnitzer und Bildhauer, der in Ulm gewirkt hat und einer der frühesten Vertreter der Ulmer Schule war. Seine Herkunft ist bisher nicht nachgewiesen und seine weiteren Lebensdaten sind unbekannt. Die Entstehung seiner Werke wird auf ca. 1420 datiert und diese stellen damit erste Kunstwerke aus der Frühzeit ulmischer Bildhauerkunst dar. Seine Arbeiten unterscheiden sich von den übrigen Bildhauern der ersten Ulmer Münsterbauhütte. 1428 wird er in das Ulmer Bürgerrecht aufgenommen. Wortmann vermutet deshalb, dass er aus dem Hüttenverband der Ulmer Münsterbauhütte ausgetreten ist und sich eine eigene zünftige Werkstatt eingerichtet hat.

## Werke
- um 1420: Madonna (aus Stein), ursprünglich für den Mittelpfeiler des westlichen Eingangsportals zum Ulmer Münster, heute auf dem rechten Freipfeiler postiert, das Original ist in der Neidhartkapelle des Münsters.
- um 1420: Maria mit dem Kind (aus Holz, farbig gefasst) in Orsenhausen. Der Madonna ist ein nacktes Jesuskind in den Arm gelegt, das gewisse Fettpölsterchen zeigt.[1]
- um 1420: Schutzmantelmadonna (aus Eichenholz) in Ummendorf (bei Biberach)
- zwischen 1419 und 1430: Sechs Kurfürstenfiguren (Sandstein) an den Südfenstern des Ulmer Rathauses[2]

- zwischen 1420 und 1421: für 19 an den Vorhallenbögen angeordneten Figuren des Ulmer Münsters erhält Meister Hartmann Zahlungen. Meister Hartmann ist damit der erste Schöpfer von Bauplastiken am Münster, die mit einem Namen verbunden sind[3].
- um 1430: Schutzmantelmadonna im Suermondt-Ludwig-Museum in Aachen (Inv. Nr. SK 341)

Die holzgeschnitzten Figuren des Dornstädter Altars, heute im Landesmuseum Württemberg in Stuttgart, zeigen Ähnlichkeit mit den Steinfiguren des Meister Hartmann, daher wird vermutet, dass Meister Hartmann mit dem Meister des Dornstädter Altars identisch sein könnte.

## Einordnung
Meister Hartmann repräsentiert in der Ulmer Kunst den weichen Stil. Kurze Zeit später hat Hans Multscher mit diesem Stil des frühen 15. Jahrhunderts gebrochen und eine eigene Entwicklung genommen.